# Danh sách cơ quan đại diện ngoại giao nước ngoài kiêm nhiệm Việt Nam
Danh sách các cơ quan đại diện ngoại giao nước ngoài (đại sứ quán) kiêm nhiệm Việt Nam đóng tại một nước thứ ba bao gồm:
- 39 đại sứ quán kiêm nhiệm đóng tại Bắc Kinh, Trung Quốc.
- 8 đại sứ quán kiêm nhiệm đóng tại Kuala Lumpur, Malaysia.
- 6 đại sứ quán kiêm nhiệm đóng tại New Delhi, Ấn Độ.
- 4 đại sứ quán kiêm nhiệm đóng tại Bangkok, Thái Lan.
- 3 đại sứ quán kiêm nhiệm đóng tại Jakarta, Indonesia.
- 2 đại sứ quán kiêm nhiệm đóng tại Tokyo, Nhật Bản.
- 1 đại sứ quán kiêm nhiệm đóng tại Seoul, Hàn Quốc.
- 1 đại sứ quán kiêm nhiệm đóng tại Manila, Philippines.
- 1 đại sứ quán kiêm nhiệm đóng tại Yangon, Myanmar.
- 1 đại sứ quán kiêm nhiệm đóng tại Colombo, Sri Lanka.

## Danh sách
| Đại sứ quán            | Đóng tại    | Địa chỉ | Điện thoại                                  | Fax                      |
| ---------------------- | ----------- | --- | ------------------------------------------- | ------------------------ |
| Afghanistan            | Trung Quốc  | 8 Dong Zhi Men Wai Da Jie, Beijing                                                                           | +86-10-65321582/1629 (ext 206)/1583         | +86-10-65322269          |
| Albania                | Trung Quốc  | 28 Guang Hua Lu, Beijing                                                                                     | +86-10-65321120                             | +86-10-65325451          |
| Bahrain                | Trung Quốc  | 10-06 No.22 Dong Fang Dong Liangmaqiao Diplomatic Residence Compound, Chao Yang Dist. Bangrak, Bangkok 10500 | +86-10-65326483/6485/6486                   | +86-10-65326393          |
| Bénin                  | Trung Quốc  | 38 Guang Hua Lu 100600, Beijing                                                                              | +86-10-65322302/2741                        | +86-10-65325103          |
| Bolivia                | Trung Quốc  | Tayuan Diplomatic Building 2-3-2, Liang Mahe (South) No 14. Chaoyang District 100600                         | +86-10-65323074                             | +86-10-65324686          |
| Bồ Đào Nha             | Thái Lan    | 26 Bush Lane, New Road Bangrak, Bangkok 10500                                                                | +86-10-65323074                             | +66-2-6367459/36/68144   |
| Bhutan                 | Thái Lan    | 375/1 Soi Ratchadanivej, Pracha-Uthit Road, Samsen Nok, Huay Kwang, Bangkok 10320                            | +66-2-274474042                             | +66-2-2744743            |
| Bosna và Hercegovina   | Malaysia    | JKR 854, Jalan Bellamy 50460 Kuala Lumpur                                                                    | +60-3-21440353/ +60-3-21440177              | +60-3-21426025           |
| Bờ Biển Ngà            | Trung Quốc  | 9 San Li Tun, Bei Xiao Jie, Chaoyang Dist                                                                    | +86-10-65321223/65321482                    | . +86-10-65322407        |
| Burundi                | Trung Quốc  | 25 Guang Hua Lu Beijing 100600                                                                               | +86-10-65321801/65322328                    | +86-10-65322381          |
| Burkina Faso           | Ấn Độ       | F2/4, Vasant Vihar, New Delhi-110057                                                                         | +91-11-26140641/42                          | +91-11-26140630          |
| Cộng hòa Congo         | Trung Quốc  | 7 Dong Si Jie, San Li Tun Chaoyang Dist., Beijing 100600                                                     | +86-10-65321658/65321417 /65321387          | +86-10-65322915/65320767 |
| Cộng hòa Dân chủ Congo | Trung Quốc  | 6 Dong Wujie, San Li Tun, Chaoyang Dist., Beijing                                                            | +86-10-65323224/65321621                    | +86-10-65321360          |
| Croatia                | Malaysia    | 21-07 Binjai 8, Lorong Binjai 50450 Kuala Lumpur                                                             | +60-3-21815037                              | +60-3-21815067           |
| Djibouti               | Nhật Bản    | 5-18-10, Shimomeguro, Meguro-ku Tokyo 153-0064                                                               | +81 3 5704 0682                             | +81 3 57258305           |
| Dominica               | Ấn Độ       | 4 Munirka Marg 1st Floor Vasant Vihar, New Delhi 110057                                                      | +91-11-46015000/001/002                     | +91-11-46015004          |
| Ecuador                | Malaysia    | 142-C, Jalan Ampang, Wisma Selangor Dredging, West Block, 10th Floor 50450, Kuala Lumpur                     | +60-03-21635094/21835078                    | +60-03-21635096          |
| Ethiopia               | Trung Quốc  | 3 Xiushuinanjie, Jianwai                                                                                     | +86-10-65325258                             | +86-10-65325591-7914     |
| Eritrea                | Trung Quốc  | 2-10-1 Ta Yuan Office Building, No. 14 South Liang Mahe Road                                                 | +86-10-65326534/35                          | +86-10-65326532          |
| El Salvador            | Ấn Độ       | E-5/1 Vasant Vihar New Delhi 110057                                                                          | +91-11- 46088400                            |                          |
| Estonia                | Trung Quốc  | C-617/618 of Beijing Lufthansa Center No. 50 Liangmaqiao Road Chaoyang Dist. Beijing 100125                  | +86-10-64637913                             | +86-10-64637908          |
| Fiji                   | Malaysia    | Lot No. 578, Jalan 6 Taman Ampang Utama 68000 Selangor                                                       | +60-3-42576617/42576618                     | +60-3-42576626           |
| Gabon                  | Trung Quốc  | 36, Guanghua Lu 100600 Beijing                                                                               | +86-10-65323580                             | +86-10-65322621          |
| Ghana                  | Malaysia    | 14 Jalan Ampang Hilir 55000 Kuala Lumpur                                                                     | +60 3 42526995                              | +60 3 42526995/42579703  |
| Guatemala              | Hàn Quốc    | 614 Hotel Lotte, 1 Sogong-dong, Jung-Gu, Seoul Korea (Republic)                                              | (+82) 2 771 7582/3                          | (+82) 2 771 7584         |
| Guinea                 | Trung Quốc  | 2 Xi Liu Jie, San Li Tun Beijing 100600                                                                      | +86-10-65323649/65325876/ 65326958/65323527 | +86-10-65324957          |
| Guinea Xích Đạo        | Trung Quốc  | 2 Dong Si Jie, San Li Tun 100600 Beijing                                                                     | +86-10-65323679                             | +86-10-65320438          |
| Georgia                | Trung Quốc  | G38, Jing Run Gardon Villas N18 Xiaoyun Road, Chaoyang Dist.,                                                | +86-10-64681203                             | +86-10-64681202          |
| Iceland                | Trung Quốc  | Landmark Tower 1 # 802, 8 Dong San Huan Bei Lu, Chaoyang Dist., 100004 Beijing                               | +86-10-65907795/96                          | +86-10-65907801          |
| Jamaica                | Trung Quốc  | 6-2-72 Jian Guo Men Wai Diplomatic Compound, #1 Xiu Shui Str. Beijing 100600                                 | +86-10-65320670/71/67                       | +86-10-65320669          |
| Jordan                 | Trung Quốc  | No.5 Dong Liu Jie San Li Tun, Chaoyang Dist., Beijing 100600                                                 | +86-10-65323906                             | +86-10-65323283          |
| Kenya                  | Thái Lan    | 62 ThongLor, Soi 5 Sukhumvit 55 Road, Klongtan, Wattana, Bangkok 10110                                       | +66-(0)27125721/23916906                    | +66-(0)27125720          |
| Latvia                 | Trung Quốc  | Unit 71 Greenland Garden No.1A Greenland Road Chaoyang Dist., Beijing                                        | +86-10-64333863                             | +86-10-64333810          |
| Lesotho                | Ấn Độ       | B8/19, Vasant Vihar New Delhi -110057                                                                        | +91-11- 41660713/4/5                        | +91-11-26141636          |
| Litva                  | Trung Quốc  | A-18, King’s Garden Villa Xiao Yun Road 18 Chaoyang Dist., 100125                                            | +86-10-84518520                             | . +86-10-84514442        |
| Luxembourg             | Thái Lan    | Q House Lumpini, 17th Floor, 01 South Sathorn Road Thungmahamek, Sathorn Bangkok 10120 Thailand              | +66 (0) 2 677 7360                          | +66 (0) 2 677 7364       |
| Madagascar             | Trung Quốc  | 3 San Li Tun, Dong Jie Beijing 100600                                                                        | +86-10-6532-1353                            | +86-10-6532-2102         |
| Mali                   | Trung Quốc  | 8 Dong Si Jie, San Li Tun,                                                                                   | +86-10-65321704/5530                        | +86-10-65320875/65321618 |
| Macedonia              | Trung Quốc  | San Li Tun Diplomatic Compound Office Building 1-32, 100600 Bejing                                           | +86-10-65327846                             | +86-10-65327847          |
| Maldives               | Ấn Độ       | B2, Anand Niketan, New Delhi-110057                                                                          | +91-11-41435701/08                          | +91-11-41435709          |
| Malta                  | Trung Quốc  | 1-51 San Li Tun Diplomatic Compound                                                                          | +86-10-65323114                             | +86-10-65326125          |
| Micronesia             | Trung Quốc  | # 1-1-11 Jianguomenwai Diplomatic Compound, Chaoyang Dist., Beijing 100600                                   | +86-10-65324708                             | +86-10-65324609          |
| Mauritania             | Trung Quốc  | 9 Dong San Jie San Li Tun, Chaoyang Dist.                                                                    | +86-10-65321703/65321346 /65321396          | +86-10-65321685          |
| Moldova                | Trung Quốc  | 14 Liang Ma He Nan, Chao Yang 2-9-1, Ta Yuan Diplomatic Office Building Beijing 100600                       | +86-10-65325494                             | +86-10-65325379          |
| Namibia                | Trung Quốc  | 2-9-2 Ta Yuan Diplomatic Office Building 14 Liangmahe Nan Lu,Chaoyang Dist. Beijing, 100600                  | +86-10-65324810/11                          | +86-10-65324549          |
| Nepal                  | Myanmar     | 16, Natmauk Yeiktha, Tamwe Township,                                                                         | +95-1-545880, 557168                        | +95-1-549803             |
| Palau                  | Philippines | Marbella Condominium II, Unit 101, Ground Floor 2071 Roxas Blvd.,                                            | +63-2-5222849                               | +63-2-5210402            |
| Papua New Guinea       | Indonesia   | Panin Bank Centre, 6th Floor Jl. Jenderal Sudirman No.1 Jakarta 10270                                        | +62-21-7251218                              | +62-21-7201012           |
| Paraguay               | Nhật Bản    | Ichibancho TG Bldg. No. 2-7 F, 2-2 Ichibancho, Chiyoda-ku, Tokyo 102-0082                                    | +81-3-32655271                              | +81-3-32655273           |
| Rwanda                 | Trung Quốc  | 30 Xiushui Beijie Road Chaoyang District, 100600 Beijing                                                     | +86-10-65322193                             | +86-10-65322006          |
| Sénégal                | Trung Quốc  | 305 Dong Wai Diplomatic Office Building, No 23, Dongzhimenwai Da Jie, Chaoyang Dist.                         | +86-10-65325035/65323798                    | +86-10-65327330/65322693 |
| Serbia                 | Indonesia   | JL.H.O.S Cokroaminoto No. 109 Menteng, Jakarta Pusat 10310                                                   | +62-21-3143560; 3143720                     | +62-21-3143613           |
| Seychelles             | Sri Lanka   | Room 2-201/202, 2nd Floor, Block 2, BMICH Bauddhaloka Mawatha                                                | (+94) 11 266 9062                           | (+94) 11 267 65 19       |
| Sierra Leone           | Trung Quốc  | 7 Dong Zhi Men Wai Da jie, Chao Yang Dist., Beijing 100600                                                   | +86-10-65321222/65322174/65321446           | +86-10-65323752          |
| Síp                    | Ấn Độ       | D64 Malcha Marg                                                                                              | +91-11-26111156/57                          | +91-11-26111160          |
| Slovenia               | Trung Quốc  | No. 57, Block F, Ya Qu Yuan King’s Garden Villas 18 Xiao Yun Road, Chao Yang Dist., Beijing 100016           | +86-10-64681030                             | +86-10-64681040          |
| Somalia                | Trung Quốc  | 2 San Li Tun Lu, Chaoyang Dist                                                                               | +86-10-65321651/0717/5867                   | +86-10-65321752          |
| Syria                  | Trung Quốc  | 6 Dong Si Jie, San Li Tun, 100600, Beijing                                                                   | +86-10-65321372/65324787                    | +86-10-65321575          |
| Tanzania               | Trung Quốc  | No. 8, Liang Ma He Nan Lu, Chaoyang Dist., Beijing 100600                                                    | +86-10-65321408/ 653214091/65321718         | +86-10-65324351/65321695 |
| Togo                   | Trung Quốc  | 11 Dong Zhi Men Wai Dajie Chao Yang Dist., 100600                                                            | +86-10-65322202/65322444                    | +86-10-65325884          |
| Tunisia                | Trung Quốc  | 1 San Li Tun Dong Jie Beijing 100600                                                                         | +86-10-65322435                             | +86-10-65325818          |
| Uzbekistan             | Indonesia   | JI, Daksa III No.14, Kebayoran Baru, Jakarta Selatan 12110                                                   | +62-21-7200950                              | +62-21-7200965           |
| Uganda                 | Trung Quốc  | No.5, San Li Tun 5, Chaoyang District, Beijing                                                               | +86-10-65321708/2893                        | .+86-10-65322242         |
| Yemen                  | Malaysia    | 7 Jalan Kedondong, Off Jalan Ampang Hilir, 55000, Kuala Lumpur                                               | +60-3-4251 1793; 4252 2481; 4260 3145       | +60-3-4251 1794          |
| Zambia                 | Malaysia    | Suite C, 5th Floor, Menara MBF Jalan Sultan Ismail, 50250                                                    | +60-3-21453507                              | +60-3-21453619           |
| Zimbabwe               | Malaysia    | 124 Jalan 9, Sembilan, Taman Ampang Utama 68000 Ampang, Selangor Darul Ehsan                                 | +60-3-42516779/6782/6781                    | . +60-3-42517252         |